# Conflictos de un médico
Conflictos de un médico es una telenovela mexicana producida por Ernesto Alonso para la cadena Televisa en 1980. 
Está basada en la novela Alma y carne, escrita por Caridad Bravo Adams y que contó con una adaptación del propio productor, Ernesto Alonso.
Protagonizada por Frank Moro y Úrsula Prats y con las participaciones antagónicas de Victoria Ruffo y José Roberto, además con las actuaciones estelares de Olivia Bucio, Miguel Manzano y Miguel Maciá.

## Argumento
Raymundo de Anda es un joven doctor que labora en un hospital, mientras que Patricia Miranda es una joven dulce y entregada, hija del adinerado Gabriel Miranda. Ambos se enamoran pero Raymundo tendrá que afrontar diversos conflictos de carácter tanto profesionales como personales, mientras que Patricia atrapada en una dificultosa situación se compromete con Sergio Herrera un joven ruin y aprovechador que sólo la utiliza.

## Elenco
- Úrsula Prats - Patricia Miranda
- Victoria Ruffo - Rosario Reyes
- Frank Moro - Raymundo de Anda
- José Roberto - Sergio Herrera
- Miguel Manzano - Abel de los Ríos
- Miguel Maciá - Gabriel Miranda
- Olivia Bucio - Isabel
- Roberto Antúnez - Roque
- Laura Garza - Ana
- Rodolfo Gómez Lora - Puky
- Armando Coria - Eugenio
- Arturo Adonay - Julián
- Antonio Miguel - Gil
- Héctor Flores - José
- Jorge Roy - Niño
- Erika Buenfil